# Sant Miquel de les Masies de Nargó
Sant Miquel de les Masies de Nargó és una capella romànica del municipi de Coll de Nargó (Alt Urgell) protegida com a bé cultural d'interès local.

## Descripció
Es tracta d'una capella de construcció simple i senzilla, composta per una única nau, llarga i estreta, capçada a llevant per un absis semicircular. La nau és coberta per volta de canó de pedra en el primer tram i la resta té un embigat de fusta. L'absis és cobert amb volta de quart d'esfera. La nau és recorreguda per una banqueta encastada als murs. Al mur meridional hi ha una finestra de doble esqueixada asimètrica, rematada per una llosa horitzontal. A l'absis hi ha dues finestres més de característiques similars. Per accedir a l'església hi ha dos portals d'arc de mig punt amb dovelles de pedra tosca. Cap dels dos sembla original. Els murs de la nau no tenen ornamentació, l'absis, en canvi, té un fris d'arcuacions cegues a sota d'una cornisa amb lesenes. L'aparell és molt rústec i irregular. La restauració que va finalitzar el 1983 ha estat excessiva pel que fa al parament de l'edifici.

## Història
La capella de Sant Miquel, annexa a Sant Climent de Coll de Nargó segons el llibre de visites pastorals del Bisbat d'Urgell de l'any 1758, no tenia cementiri ni ornamentació pròpia, que es duia de la parròquia quan s'hi celebrava, cada 8 de maig, l'ofici posterior a la processó.